# روژه د پاو
روژه د پاو  (انگلیسی: Roger De Pauw؛ زادهٔ ۲۷ فوریهٔ ۱۹۲۱ – درگذشته ۳ اوت ۲۰۲۰) دوچرخه‌سوار اهل بلژیک بود.